# اهریانسکو
اهریانسکو (به لاتین: Ahryansko) یک سکونتگاه مسکونی در بلغارستان است که در استان کرجالی واقع شده‌است.

## خصوصیات
اهریانسکو ۶٫۸۳۹ کیلومترمربع مساحت و ۵۱ نفر جمعیت دارد.